# Сельское поселение Ульяновское
Се́льское поселе́ние Улья́новское — муниципальное образование в Прохладненском районе Кабардино-Балкарской Республике.
Административный центр — село Ульяновское.

## География
Муниципальное образование расположено в северной части Прохладненского района. В состав сельского поселения входят три населённых пункта.
Площадь территории сельского поселения составляет — 67,64 км2. Основную часть площади (59,30 км2 или 87,7% от общей площади) сельского поселения занимают сельскохозяйственные угодья.
Граничит с землями муниципальных образований: Дальнее на востоке, Приближная на юге, Пролетарское на юго-западе, Красносельское на западе, а также с землями Курского района Ставропольского края на севере.
Сельское поселение расположено на наклонной Кабардинской равнине, в равнинной зоне республики. Средние высоты на его территории составляют 210 метров над уровнем моря. Плоскостная слабо волнистая равнина имеет постепенное общее понижение с северо-запада на юго-восток, от 250 метров до 170 метров над уровнем моря.
Естественная гидрографическая сеть на территории сельского поселения отсутствует. Отсутствие рек, восполняются оросительными каналами тянущимися через территорию муниципального образования — канал имени Ленина, Бригадный канал и Правобережный канал. Также на территории сельского поселения имеются три озера (с площадью зеркал — 17,8 м2, 10,3 м2 и 19,3 м2).
Территория муниципального образования расположено в переходной полосе от предгорных чернозёмов к лугово-каштановым почвам. Почвообразующей породой являются — лёссовидные суглинки. Почвенный покров на всей площади почти однороден. По обеспеченности подвижным фосфором относятся к группе низко обеспеченных. Содержание калия повышенное. Реакция почвенного раствора слабощелочная. РН 7,6 — 7,9 благоприятна для роста и развития всех сельскохозяйственных культур умеренных поясов.
Климат влажный умеренный, с тёплым летом и прохладной зимой. Средняя температура воздуха в июле достигает +25,0°С, в январе она составляет около -1,5°С. В целом среднегодовая температура воздуха составляет +11,5°С при среднегодовом количество осадков в 600 мм. Основные ветры восточные и северо-западные. В конце лета возможны суховеи, дующие со стороны Прикаспийской низменности.

## История
С 1962 года по 1997 год территория современного сельского поселения входила в состав Зерносовхозской сельской администрации.
На основании постановления Парламента КБР от 24 декабря 1997 года за № 155-ПП, была образована Ульяновская сельская администрация. В её состав были включены три населённых пункта: Виноградное, Гвардейское и Ульяновское, избранный её административным центром.
Муниципальное образование Ульяновское наделено статусом сельского поселения Законом Кабардино-Балкарской Республики от 27.02.2005 №13-РЗ «О статусе и границах муниципальных образований в Кабардино-Балкарской Республике».

## Население
| 2002  | 2010  | 2012  | 2013  | 2014  | 2015  | 2016  |
| ----- | ----- | ----- | ----- | ----- | ----- | ----- |
| 1462  | ↘1440 | ↘1412 | ↘1403 | ↗1407 | ↘1392 | ↘1370 |
| 2017  | 2018  | 2019  | 2020  | 2021  | 2023  | 2024  |
| ↘1368 | ↗1376 | ↘1375 | ↗1388 | ↗1532 | →1532 | ↗1557 |
| 2025  |       |       |       |       |       |       |
| ↗1571 |       |       |       |       |       |       |

Процент от населения района — 3.12 %.
Плотность — 23.23 чел./км2.
Национальный состав
По данным Всероссийской переписи населения 2021 года:
| Народ                | Численность, чел. | Доля от всего населения, % |
| -------------------- | ----------------- | -------------------------- |
| турки                | 803               | 52,42 %                    |
| русские              | 510               | 33,29 %                    |
| балкарцы             | 86                | 5,61 %                     |
| кабардинцы (черкесы) | 44                | 2,87 %                     |
| другие               | 89                | 5,81 %                     |
| нет / не указано     | 0                 | 0                          |
| всего                | 1532              | 100 %                      |

## Состав поселения
| № | Населённый пункт | Тип населённого пункта       | Население | Доля от населения (%) |
| - | ---------------- | ---------------------------- | --------- | --------------------- |
| 1 | Виноградное      | село                         | ↘523      | 34,14 %               |
| 2 | Гвардейское      | село                         | ↘404      | 26,37 %               |
| 3 | Ульяновское      | село, административный центр | ↗605      | 39,49 %               |

## Местное самоуправление
Администрация сельского поселения Ульяновское — село Ульяновское, ул. Школьная, 2 «а».
Структуру органов местного самоуправления сельского поселения составляют:
- Исполнительно-распорядительный орган — Местная администрация сельского поселения Ульяновское. Состоит из 5 человек.
  - Глава администрации сельского поселения — Толоконникова Любовь Николаевна (с 30 мая 2022 года).
- Представительный орган — Совет местного самоуправления сельского поселения Ульяновское. Состоит из 8 депутатов, избираемых на 5 лет.
  - Председатель Совета местного самоуправления сельского поселения — Толоконникова Любовь Николаевна.

## Экономика
Основу экономики муниципального образования составляет сельское хозяйство. На территории сельского поселения действуют 11 предприятий районного значения, наиболее крупным из которых является ООО СХП «Заря».
В сельском хозяйстве наибольшее развитие получили возделывания озимой пшеницы, подсолнечника и кукурузы, которому способствует продолжительный вегетационный период и мягкий климат.

## Примечание
1. 1 2  Численность постоянного населения Российской Федерации по муниципальным образованиям на 1 января 2025 года — М.: Росстат, 2025.
2. ↑  Численность населения Кабардино-Балкарской Республики по сельским населённым пунктам по итогам ВПН-2002
3. ↑  Численность населения КБР в разрезе населённых пунктов по итогам Всероссийской переписи населения 2010 года
4. ↑  Численность населения Российской Федерации по муниципальным образованиям. Таблица 35. Оценка численности постоянного населения на 1 январ
5. ↑  Численность населения Российской Федерации по муниципальным образованиям на 1 января 2013 года. Таблица 33. Численность населения городских округов, муниципальных районов, городских и сельских поселений, городских населённых пунктов, сельских населённых пунктов — Росстат, 2013. — 528 с.
6. ↑  Таблица 33. Численность населения Российской Федерации по муниципальным образованиям на 1 января 2014 года
7. ↑  Численность населения Российской Федерации по муниципальным образованиям на 1 января 2015 года
8. ↑  Численность населения Российской Федерации по муниципальным образованиям на 1 января 2016 года — 2018.
9. ↑  Численность населения Российской Федерации по муниципальным образованиям на 1 января 2017 года — М.: Росстат, 2017.
10. ↑  Численность населения Российской Федерации по муниципальным образованиям на 1 января 2018 года — М.: Росстат, 2018.
11. ↑  Численность населения Российской Федерации по муниципальным образованиям на 1 января 2019 года
12. ↑  Численность населения Российской Федерации по муниципальным образованиям на 1 января 2020 года
13. 1 2 3 4  Итоги Всероссийской переписи населения 2020 года (по состоянию на 1 октября 2021 года)
14. ↑  Численность постоянного населения Российской Федерации по муниципальным образованиям на 1 января 2023 года (с учётом итогов Всероссийской п — Росстат, 2023.
15. ↑  Численность постоянного населения Российской Федерации по муниципальным образованиям на 1 января 2024 года — Росстат, 2024.
16. ↑  Итоги Всероссийской переписи населения 2020 года. Том 5. Национальный состав и владение языками. Таблица 1. Национальный состав населения Кабардино-Балкарской Республики, городских округов и муниципальных районов. Дата обращения: 9 октября 2023. Архивировано 16 октября 2023 года.